# Camí de Bellavista Nova
El Camí de Bellavista Nova és una pista rural dels termes municipals de Sant Quirze Safaja, en terres de Bertí, a la comarca del Moianès, i de Sant Martí de Centelles, en terres de Sant Miquel Sesperxes, a la comarca d'Osona.
Arrenca del costat de llevant de la masia del Soler de Bertí, des d'on emprèn la direcció nord-est; deixa al nord-oest, a prop, el Collet del Soler, passa pel costat nord-oest del Solell del Soler, i ressegueix tot el vessant sud-oriental del Serrat del Soler. Passa pel Collet de les Pereres i a prop, a llevant, del Collet de la Feu, i passa a ran, pel costat de ponent, de la Font del Pollancre. De seguida abandona el terme municipal de Sant Quirze Safaja, a llevant de l'indret dels Horts, travessa la capçalera del torrent del Mas Bosc, i va a buscar el vessant meridional de la Serra de Puig-arnau. En aquest lloc gira cap a ponent, i arriba a la masia de Bellavista Nova en poc tros més.